# Municipio de North Linn
El municipio de North Linn (en inglés: North Linn Township) es un municipio ubicado en el condado de Christian en el estado estadounidense de Misuri. En el año 2010 tenía una población de 889 habitantes y una densidad poblacional de 12,09 personas por km².

## Geografía
El municipio de North Linn se encuentra ubicado en las coordenadas 36°54′46″N 93°9′36″O / 36.91278, -93.16000. Según la Oficina del Censo de los Estados Unidos, el municipio tiene una superficie total de 73.52 km², de la cual 73,52 km² corresponden a tierra firme y (0,01 %) 0,01 km² es agua.

## Demografía
Según el censo de 2010, había 889 personas residiendo en el municipio de North Linn. La densidad de población era de 12,09 hab./km². De los 889 habitantes, el municipio de North Linn estaba compuesto por el 99,21 % blancos, el 0,11 % eran afroamericanos, el 0,11 % eran amerindios, el 0,11 % eran asiáticos y el 0,45 % eran de una mezcla de razas. Del total de la población el 1,46 % eran hispanos o latinos de cualquier raza.